# Флаг Сусумана
Флаг городского поселения «город Сусума́н» Сусуманского района Магаданской области Российской Федерации — опознавательно-правовой знак, служащий официальным символом муниципального образования.
Флаг утверждён 19 февраля 2009 года решением Собрания представителей городского поселения «город Сусуман» № 6 и 25 апреля 2009 года внесён в Государственный геральдический регистр Российской Федерации с присвоением регистрационного номера 4823.

## Описание
«Прямоугольное красное полотнище с отношением ширины к длине 2:3, несущее со смещением к древку голубую волнистую полосу, отделённую от красных частей полотнища белыми линиями. Габаритная ширина полосы (с белыми линиями) составляет 1/7 от длины полотнища. Посередине полотнища, со смещением вверх, расположено жёлтое изображение сердца; под ним со стороны древка воспроизведены две жёлтые падающие капли — одна на фоне полосы, другая на большей красной части».

## Обоснование символики
Город Сусуман является административным центром Сусуманского района, центром золотодобывающей промышленности Магаданской области. Здесь живут старатели и обслуживающие их труженики золотодобычи. За прошедшие годы они дали стране более 1100 тонн золотого песка и самородков. Некоронованной столицей золотой Колымы называют город Сусуман.
На флаге города Сусуман в аллегорической форме показано это «Золотое сердце Колымы». Падающие из сердца на землю и в протекающую неподалёку речку Сусуман (голубая волнистая полоса) золотые капли — аллегорически представляют золотой песок, добыча которого представляет собой нелёгкий труд старателей.
Название города Сусуман происходит от названия речки, которое является гидронимом от эвенского «кухуман — буран, позёмка, ветер». В народе долину реки Сусуман называют «Долиной ветров». Большую часть года здесь дуют сильные, холодные ветра. На флаге города эта позёмка символически изображена белой окантовкой на голубой части.
Красный цвет — символ труда, жизнеутверждающей силы и красоты, мужества, праздника. Красный цвет — символизирует историю освоения Колымы, полной героических и трагических событий, многие из которых стали уже легендой.
Голубой цвет (лазурь) — символ возвышенных устремлений, искренности, преданности, возрождения.
Жёлтый цвет (золото) — символ высшей ценности, величия, великодушия, богатства, урожая.
Белый цвет (серебро) — символ чистоты, ясности, открытости, божественной мудрости, примирения.

## История
15 августа 2007 года депутатами Собрания представителей городского поселения «город Сусуман» было принято решение о проведении с 1 октября по 5 декабря 2007 года открытого конкурса проектов флага и герба городского поселения «город Сусуман», с целью выявления в условиях состязательности лучших проектов и задачей воспитания чувства патриотизма и гражданственности у населения города Сусумана.
Данным решением утверждено положение о проведении конкурса и утверждён состав конкурсной комиссии для приёма работ, организационно-правового решения вопросов и подведения итогов конкурса. Комиссией было отобрано семь проектов, в финал вошли три: 1-е место присуждено Н. П. Смирнову, ведущему специалисту администрации района, 2-е место заняли учащиеся МОУ СОШ № 1 города Сусумана, 3-е место — В. В. Аношкин, житель города Сусумана. Далее были выработаны единые варианты герба и флага и направлены на рассмотрение в Геральдический Совет при Президенте Российской Федерации В ходе работы вносились изменения, было разработано и одобрено обоснование символики.